# Ernst Oldenburg
Ernst Oldenburg (* 8. Januar 1914
in Danzig; † 9. Januar 1992 in Unna)  war ein deutscher Maler und Bildhauer des Expressionismus.

## Leben

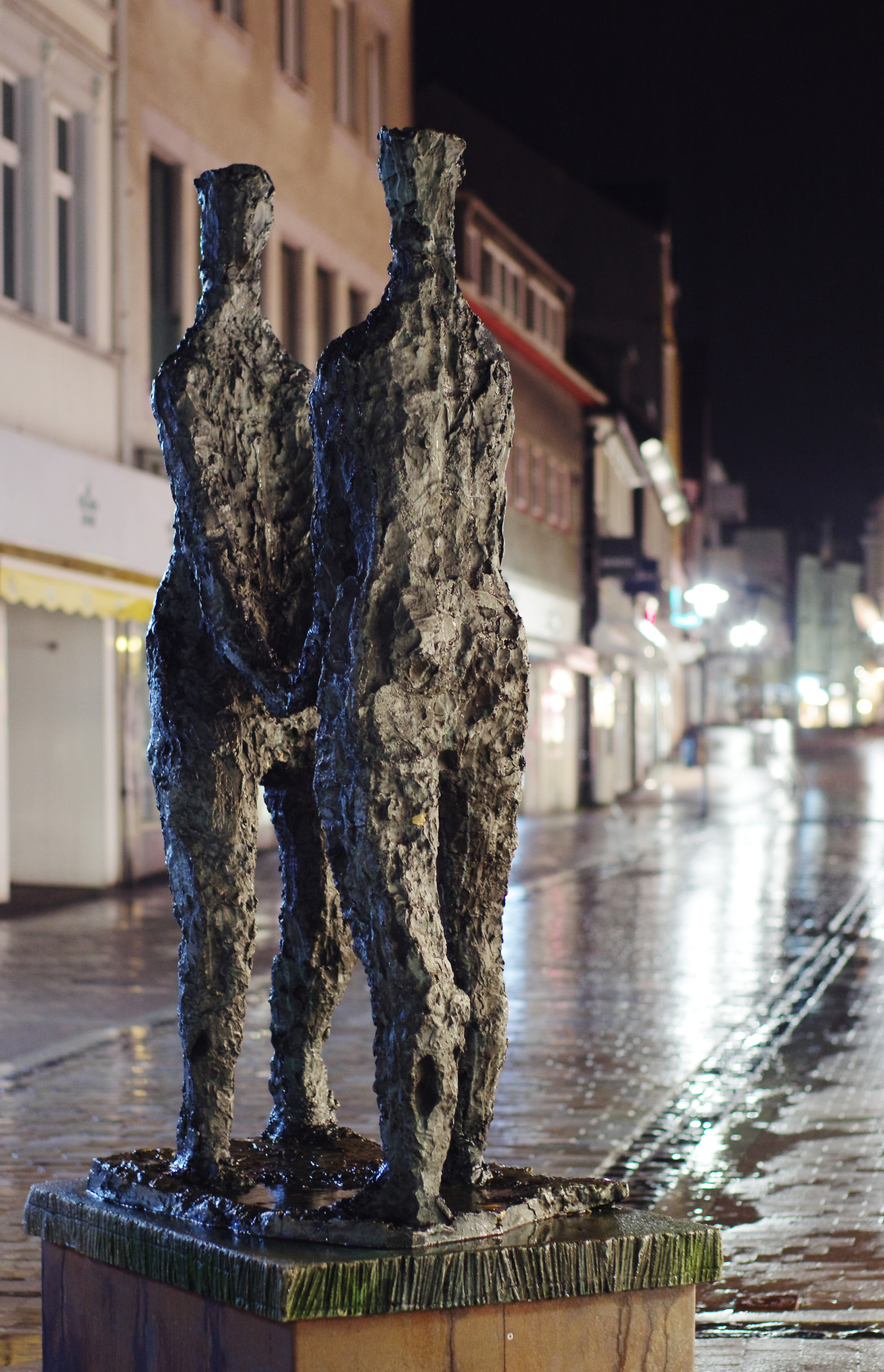
Ernst Oldenburg: Große Begegnung, 1979

Ernst Oldenburg wurde im Alter von vierzehn Jahren 1928 in die Kunstklasse von Fritz Pfuhle an der Technischen Hochschule in Danzig aufgenommen. Seine erste Ausstellung hatte Oldenburg bereits 1932 in der Kunstkammer von Danzig zusammen mit Werken von Otto Dix. Er lernte Max Pechstein, Karl Hofer und Ernst Ludwig Kirchner kennen. Ab 1936 studierte und arbeitete er als Architekt in Berlin. Er fand Kontakte zur internationalen Kunstszene in Frankreich und Italien. 1938 heiratete er Stella von Baggehufvudt. 1940 wurde Oldenburg zur Marine eingezogen. 1945 floh er mit der Familie von Danzig nach Stralsund. 1949 kehrte er nach Ostberlin zurück, wo er u. a. mit Bert Brecht und Anna Seghers in Kontakt trat. 1954 folgte die fluchtartige Übersiedlung in die Bundesrepublik, wo er in Fissau bei Eutin ansässig wurde. Er wandte sich der Landschaftsmalerei zu. Er unternahm erneute Auslandsreisen, vor allem nach Paris. Noch im gleichen Jahr richtete Oldenburg ein Zweitatelier in Marl ein. 1958 folgten Ausstellungen in den USA, in der Schweiz, den Niederlanden und Skandinavien. Weitere Ausstellungen fanden in Hamburg, Bremen, Frankfurt am Main und Essen statt. 1967 ließ er sich endgültig in Unna-Kessebüren nieder, wo er bis zum Ende seines Lebens in der alten Dorfschule wohnte und arbeitete. In Verbindung mit weiteren internationalen Ausstellungen reiste er nach Spanien, Italien, Japan und in die USA. 1988 erlitt der Künstler einen schweren Schlaganfall mit folgender rechtsseitiger Lähmung. Er arbeitete fortan nur noch mit der linken Hand. Am 9. Januar 1992 starb Ernst Oldenburg in Unna.

## Werke
Das Gesamtwerk Ernst Oldenburgs umfasst mehr als 1.500 Einzelstücke aus den Bereichen Malerei, Skulptur, Druckgrafik und Zeichnung. Typisch sind die seit dem Ende der 1950er Jahre entstandenen stilisierenden Figurenkompositionen.

## Museum/Archiv

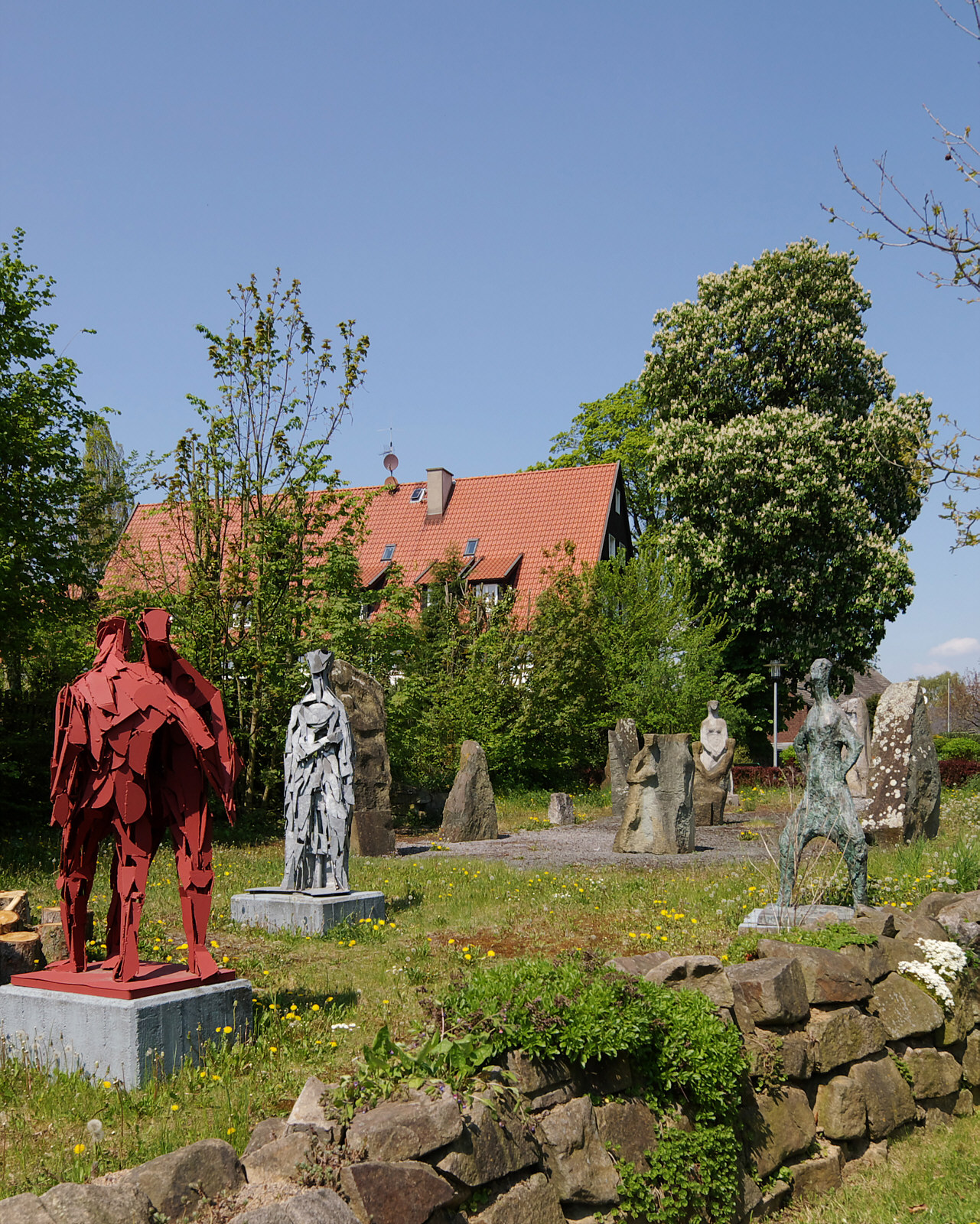
Teils unvollendete Arbeiten des Künstlers im Außenbereich des Museums

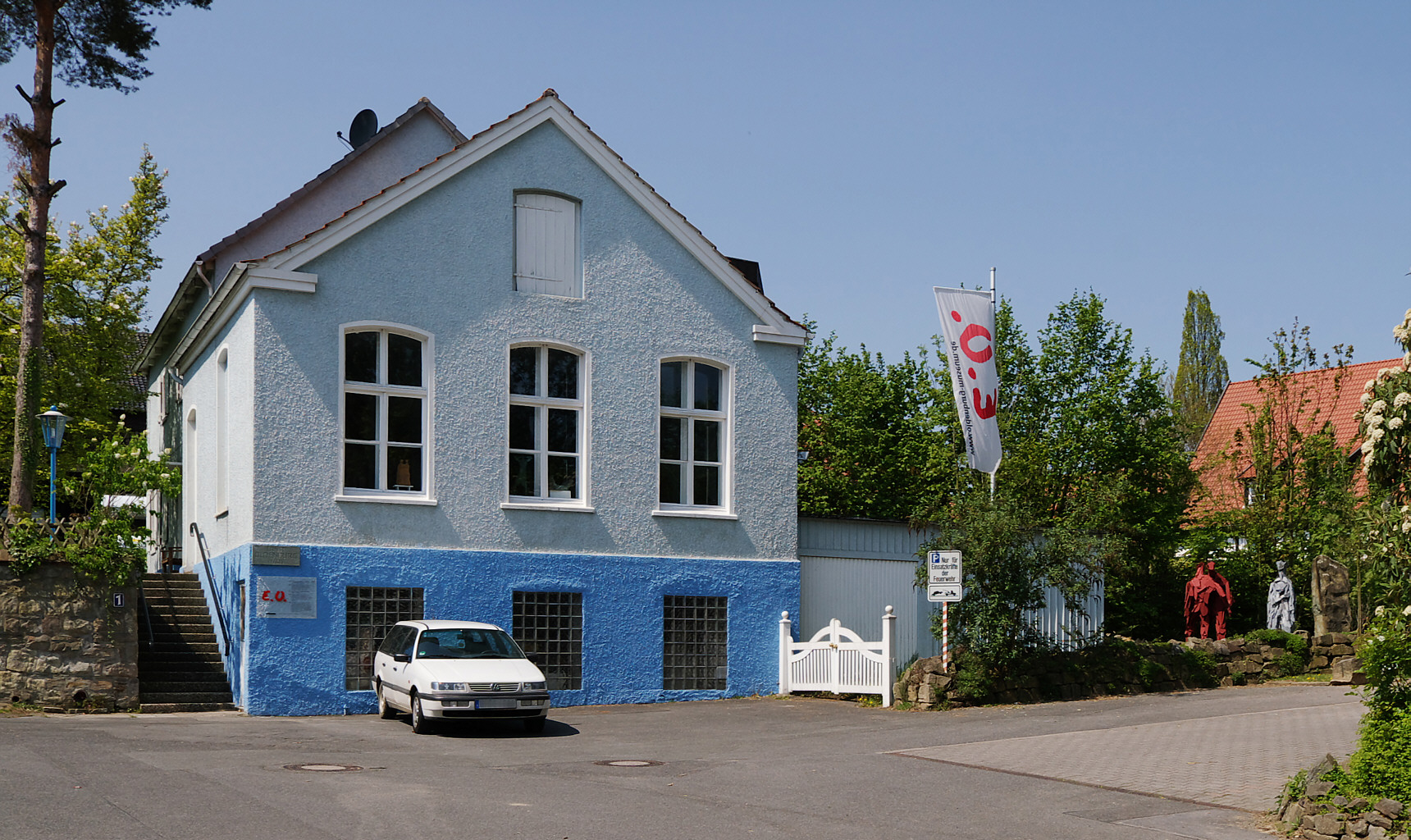
Das Ernst-Oldenburg-Haus

Ein großer Teil der Werke Ernst Oldenburgs ist in der ständigen Ausstellung des Ernst-Oldenburg-Hauses in Unna-Kessebüren zu besichtigen, wo das ehemalige Atelier des Künstlers als Ausstellungs- und Veranstaltungsort genutzt wird.